# Интернет в Молдове
В настоящее время в Молдове на рынке услуг доступа к сети Интернет для физических лиц доминируют 4 провайдера — Moldtelecom, StarNet, Orange и Moldcell. Доступ к Интернету для юридических лиц преимущественно занят тремя провайдерами — Moldtelecom, StarNet и Orange. Также существует несколько малозначимых операторов, основная часть работы которых проходит в Кишинёве. Большая часть услуг высокоскоростного Интернета распространяется на многие города Молдовы. Moldtelecom является единственным провайдером, услуги которой покрывают территорию всей страны, за исключением ПМР. В ПМР на рынке услуг доступа к Интернету работают операторы IDC (СЗАО Интерднестрком по всей территории ПМР), ООО "LinkService", ООО "Мониторинг" (г. Бендеры) и ООО "Специалист" (г.Рыбница).

## История развития
Интернет в Молдове впервые появился в 1995—1996 годах, когда первые провайдеры «CRI» и «Relsoft Communications» стали предоставлять доступ к Интернету. До этого существовали только внутренние сети.
В 1996 году была проведена оптоволоконная линия, связавшая Кишинёв и Бухарест. В 1998 Moldtelecom начал предоставлять Интернет-услуги населению. В 1999 году компания Arax начала предоставлять доступ в Интернет посредством технологии Dial-Up В 2000 году Приднестровский оператор Interdnestrcom начал предоставлять доступ в Интернет через Dial-Up. В 2003 году создается компания StarNet. В 2004 году Moldtelecom запускает услугу — MaxDSL — доступ в Интернет посредством технологии ADSL. В этом же году компания SunCommunications начинает предоставлять услуги доступа в Интернет через телевизионный кабель. В 2006 году StarNet начинает строительство оптоволоконной сети в Кишинёве. В 2007 году StarNet начинает предоставлять доступ в Интернет через оптическое волокно. Также, начав строить свою волоконно-оптическую инфраструктуру в начале 2007 года, в конце лета того же года Arax начал предоставлять доступ в Интернет через оптическое волокно. В мае 2008 года Moldtelecom запускает услугу — MaxFiber — доступ в Интернет через волокно.
Многие провайдеры ограниченны местностью, где находятся их центры. Четыре провайдера предоставляют свои услуги по всей стране.
- 1991 — регистрация домена moldova.su
- 1992 — основаны компании «Relsoft» и «Arax»
- 1994 — регистрация домена .md
- 1995 — первые провайдеры «CRI» and «Relsoft Communications» начинают предоставлять доступ в Интернет в Кишинёве
- 1996 — с мая месяца 1996 г. компания «Априори» запускает первый двусторонний спутниковый канал и начинает предоставлять услуги доступа в Интернет в Кишинёве
- 1996 — проведена первая волоконная линия между Кишинёвом и Бухарестом
- 1998 — Moldtelecom начинает предоставлять доступ в Интернет. В Приднестровье доступ через Dial-Up начинает предоставлять ГП "Тираспольский Телеком"[1] (только на территории Тирасполя и пригородов)
- 1999 — Arax и Moldova Net Communications начинают предоставлять доступ в Интернет.
- 2000 — Interdnestrcom начинает предоставлять доступ в Интернет через Dial-Up на территории Приднестровья, и вводит в действие первую цифровую АТС[2].
- 2001 — Начато строительство оптической сети по территории Приднестровья[2].
- 2002 — Moldtelecom запускает услугу ISDN, предоставляя частным и юридическим лицам доступ в Интернет через ISDN терминал на скоростях 64 Кбит и 128 Кбит
- 2002 — Interdnestrcom модернизирует телефонные станции и увеличивает внешний канал доступа к сети Интернет до 2 Мбит/с[3]
- 2003 — основана компания Nordlinks и StarNet. Interdnestrcom увеличил канал до 3 Мбит/с[4] Компанией «Интерднестрком» приватизировано ГУПС «Телеком Приднестровья»[2].
- 2004 — Moldtelecom запускает услугу MaxDSL, доступ в Интернет через ADSL. Nordlinks подключает клиентов по технологии Wi-Fi и ADSL. SunCommunications начинает предоставлять доступ в Интернет через ТВ-кабель. Interdnestrcom увеличивает внешний канал доступа к сети Интернет до 11 Мбит/с[5] Организована оптоволоконная сеть передачи данных со скоростью 1 Гбит/с, объединяющая Тирасполь, Бендеры и районные центры Приднестровья. Starnet — внешний канал достигает 30 Мбит/с.
- 2005 — Nordlinks начинает строительство оптической сети в городе Бельцы, и подключает первых клиентов по технологии FTTx. Interdnestrcom увеличивает внешний канал доступа к сети Интернет до 22 Мбит/с[6], и начинает предоставлять высокоскоростной доступ в Интернет с использованием технологии ADSL[2]. Starnet — внешний канал достигает 55 Мбит/с, скорость подключения — до 1 Мбит/с.
- 2006 — Nordlinks начинает предоставлять Интернет-услуги через оптоволокно в городе Бельцы. Interdnestrcom увеличивает пропускную способность оптоволоконного кольца по г. Тирасполь и магистрали Тирасполь-Рыбница до 10 Гбит/с[2]. StarNet начинает строительство оптического кольца в Кишинёве. MD-IX возрастает со 100 Мбит/с до 1 Гбит/с. Внешний канал достигает 100 Мбит/с.
- 2007 — Interdnestrcom построил магистральные оптоволоконные сети Тирасполь — Кицканы — Бендеры, Первомайск — Днестровск, сельские транспортные сети в Рыбницком и Каменском районах общей протяжённостью 359 км[2]. StarNet и Arax начинают предоставлять доступ в Интернет через оптическое волокно. У Starnet внешний канал достигает 455 Мбит/с.
- 2007 — на рынок Интернет-услуг и фиксированной связи г. Кишинёва выходит компания MediaNet с 2 технологиями доступа в Глобальную сеть xDSL и FTTx
- 2008 — Moldtelecom запускает услугу MaxFiber, доступ в Интернет через оптическое волокно. Moldcell и Orange начинают предоставлять доступ к высокоскоростному мобильному Интернету в стандарте UMTS на скорости до 7.2 Мбит/с. Внешний канал Starnet достигает 2 Гбит/с; все телефонные станции взаимоподключены через оптоволоконную связь со скоростью в 1-10 Гбит/с. Взаимоподключение операторов производится через пиринг.
- 2009 — в сентябре Orange повышает скорость загрузки сети стандарта UMTS до 14,4 Мбит/с, а в декабре повторно повышает скорость уже до 21,6 Мбит/с[7]. Внешний канал Starnet достигает 10 Гбит/с. Starnet внедряет социальный проект «Wi-Fi для Кишинёва» — открытие 6 бесплатных зон Wi-Fi в Кишинёве;
- 2010 — в апреле Unite начинает предоставлять доступ к высокоскоростному мобильному Интернету в стандарте UMTS на скорости до 14.4 Мбит/с. В мае начинает предоставлять голосовые услуги в стандарте UMTS. В мае, в рейтинге стран с самым быстрым доступом в Интернет Молдова занимает третье место. В июле Orange проводит первые тесты 4G в Кишиневе[8][9]. В декабре StarNet становится первым провайдером безлимитных пакетов на скорости в 100 Мбит/с, внешний канал достигает 30 Гбит/с. Проводится открытие нового оптоволоконного канала Молдова — Румыния.
- 2011 — Nordlinks внедряет пакеты на скорости до 100 Мбит/с и начинает предоставлять услуги стационарной телефонии. Moldtelecom внедряет пакеты на скорости в 100 Мбит/с. В августе IDC начинает работы по развитию сетей FTTx[10]
- 2012  — СЗАО «Интерднестрком» и компания Alcatel-Lucent на презентации объявили о запуске в коммерческую эксплуатацию первой LTE-сети в Восточной Европе, развёрнутой в диапазоне 800 МГц [11]
- В конце февраля 2018 года между Кишинёвом и Бухарестом была установлена сетевая связь 100 Гбит/с (Gbps) в порядке 100%-ной модернизации ранее существовавшего канала[12]

## Доступные технологии

### ADSL
- - Интерднестрком — приднестровский телекоммуникационный оператор, который является единственным провайдером, предоставляющим свои услуги Интернета по технологии ADSL во всех населённых пунктах на территории Приднестровья[13][14]. Предоставляемые пакеты имеют неограниченный трафик (ранее были и пакеты с ограниченным трафиком[15][16]), цена пакетов не зависит от региона проживания абонента и едина по всей территории ПМР.

### Оптическое волокно (FTTB)
- StarNet является «пионером» по предоставлению доступа в Интернет через волоконно-оптический кабель частным  и юридическим лицам в стране. Услуга доступна во многих городах Молдовы,  а 32-x городов, покрытых Волоконной Оптикой StarNet, еще раз подтверждают видение компании «StarNet в каждом доме»: Кишинев, Бельцы, Единцы, Рашкани, Сорока, Флорешты, Дрокия, Бричаны, Окница, Глодень, Яловены, Фалешты, Унгены. , Сангерей, Окница, Кэлэраши, Ханчешти, Резина, Ниспорень, Криулень, Чимишлия, Комрат, Чадыр-Лунга, Кахул, Тараклия, Басарабяска, Вулканешты, Кэушень, Леова, Орхей, Страшены, Теленешть.
- Orange Moldova  предоставляет услуги по стране посредством оптоволоконной связи
- Moldcell предоставляет услуги по стране посредством оптоволоконной связи
- Moldtelecom — основной поставщик услуг через оптическое волокно в Молдове. Услуга доступна во всех городах Молдовы
- Arax — Один из нескольких провайдеров в Кишинёве, предоставляющий услуги доступа в Интернет посредством оптической линии. Также Arax является первым провайдером, начавшим предоставлять услугу TriplePlay
- Интерднестрком — предлагает подключение к оптоволокну (FTTH) домашним пользователям и индивидуальным предпринимателям (без образования юридического лица)
- Линксервис - предоставление услуг доступа в сеть Интернет в Бендерах по технологии FTTx с 2005 года (около 8000 абонентов в 2021 году)

### Мобильный интернет

#### Первое поколение
Мобильный интернет первого поколения посредством технологии CSD в сетях стандарта GSM предоставляется двумя операторами — Moldcell и Orange. Скорость доступа в интернет при этой технологии составляет 9,6 Кбит/с.

#### Второе поколение
| Оператор | Стандарт и технология | Диапазон частот    | Максимальная скорость | Максимальная скорость | Дата запуска услуг (дд.мм.гггг) | Территория покрытия                          |
| Оператор | Стандарт и технология | Диапазон частот    | (down)                | (up)                  | Дата запуска услуг (дд.мм.гггг) | Территория покрытия                          |
| -------- | --------------------- | ------------------ | --------------------- | --------------------- | ------------------------------- | -------------------------------------------- |
| IDC      | CDMA 1x               | 800 МГц            | 153 Кбит/c            | 153 Кбит/c            | 09.09.1999                      | 98 % территории Приднестровья                |
| IDC      | CDMA 1x               | 450 МГц            | 153 Кбит/c            | 153 Кбит/c            | 01.05.2005                      | 85 % территории Приднестровья                |
| Unité    | CDMA 1x               | 450 МГц            | 153 Кбит/c            | 153 Кбит/c            | 01.03.2007                      | 94 % территории Молдовы                      |
| Moldcell | GSM GPRS              | 900 МГц и 1800 МГц | 56 Кбит/c             | 56 Кбит/c             | 31.01.2005                      | 96 % территории Молдовы                      |
| Moldcell | GSM EDGE              | 900 МГц и 1800 МГц | 236,8 Кбит/c          | 236,8 Кбит/c          | 07.06.2005                      | все муниципии и районные центры              |
| Orange   | GSM GPRS              | 900 МГц и 1800 МГц | 56 Кбит/c             | 56 Кбит/c             | 14.09.2005                      | 97,9 % территории Молдовы                    |
| Orange   | GSM EDGE              | 900 МГц и 1800 МГц | 236,8 Кбит/c          | 236,8 Кбит/c          | 17.04.2006                      | 97,9 % территории Молдовы                    |
| Eventis  | GSM GPRS              | 900 МГц и 1800 МГц | 56 Кбит/c             | 56 Кбит/c             | 21.12.2007                      | В феврале 2010 года лицензия приостановлена. |
| Eventis  | GSM EDGE              | 900 МГц и 1800 МГц | 236,8 Кбит/c          | 236,8 Кбит/c          | 21.12.2007                      | В феврале 2010 года лицензия приостановлена. |

#### Третье поколение
Началом развития мобильного Интернета третьего поколения можно считать 1 марта 2007 года, когда два оператора стандарта CDMA, Unité и Интерднестрком, запустили подобный вид услуг. Особенностью мобильного Интернета является отсутствие непосредственного физического соединения с инфраструктурой поставщика услуг и то, что он предоставляется клиентам в рамках зоны покрытия и возможности сотовой сети. Любопытной особенностью подключения абонента к сети третьего поколения в Молдове, независимо от выбранного оператора, является требование о представлении удостоверения личности. В противном случае, приобретённый пакет будет ограничен инфраструктурой сети стандарта GSM у оператора Orange, будет доступно подключение по технологии W-CDMA, но пропускная способность будет принудительно ограничена 0.22 Мбит/c для входящего трафика и 0.17 Мбит/c для исходящего трафика в сети Moldcell, подключение будет доступно по технологии W-CDMA у оператора Unité, но скорость будет ограничена 384 Кб/сек. Доступ к Интернету в сети третьего поколения может быть получен при помощи сотового модема мобильного телефона или выделенного модема для обслуживания персональных компьютеров и иного сетевого оборудования, при условии поддержки радиомодулем прибора соответствующей технологии коммуникации.
АО «Orange Moldova», АО «Moldcell» и АО «Moldtelecom» для UMTS (WCDMA) третьего поколения (3G) имеют по 2 блока частот 2x14,8 МГц (парные) и по одному блоку по 5 МГц (непарные) в полосах частот 1900-1980/2110-2170 МГц, 1900-1920 МГц и 2010-2025 МГц.
| Оператор | Стандарт и технология | Диапазон частот | Максимальная скорость | Максимальная скорость | Дата запуска услуг (дд.мм.гггг) | Территория покрытия                                                 |
| Оператор | Стандарт и технология | Диапазон частот | (down)                | (up)                  | Дата запуска услуг (дд.мм.гггг) | Территория покрытия                                                 |
| -------- | --------------------- | --------------- | --------------------- | --------------------- | ------------------------------- | ------------------------------------------------------------------- |
| IDC      | CDMA EV-DO Rev. 0     | 800 МГц         | 2,4 Мбит/c            | 153 Кбит/c            | 01.03.2007                      | 75 % территории Приднестровья                                       |
| IDC      | CDMA EV-DO Rev. 0     | 450 МГц         | 2,4 Мбит/c            | 153 Кбит/c            | 01.03.2007                      | 50 % территории Приднестровья                                       |
| IDC      | CDMA EV-DO Rev. A     | 800 МГц         | 3,1 Мбит/с            | 1,8 Мбит/с            | 21.03.2011                      |                                                                     |
| IDC      | CDMA EV-DO Rev. A     | 450 МГц         | 3,1 Мбит/с            | 1,8 Мбит/с            | 21.03.2011                      |                                                                     |
| Unité    | CDMA EV-DO Rev. 0     | 450 МГц         | 2,4 Мбит/c            | 153 Кбит/c            | 01.03.2007                      | все муниципии и районные центры                                     |
| Unité    | CDMA EV-DO Rev. A     | 450 МГц         | 3,1 Мбит/с            | 1,8 Мбит/с            | 01.03.2010                      | 3 канала × 1.25 МГц                                                 |
| Unité    | UMTS HSPA             | 2100 МГц        | 14,4 Мбит/c           | 5,76 Мбит/c           | 01.03.2010                      |                                                                     |
| Unité    | UMTS HSPA             | 2100 МГц        | 42 Мбит/c             | 5,76 Мбит/c           | 29.03.2013                      |                                                                     |
| Moldcell | UMTS HSPA             | 2100 МГц        | 7,2 Мбит/c            | 2 Мбит/c              | 01.10.2008                      | 8 городов Молдовы                                                   |
| Moldcell | UMTS HSPA             | 2100 МГц        | 21,1 Мбит/c           | 5,76 Мбит/c           | 31.05.2011                      | 35 районов и муниципиев страны                                      |
| Moldcell | UMTS HSPA             | 2100 МГц        | 42 Мбит/c             | 5,76 Мбит/c           | 03.02.2017                      |                                                                     |
| Orange   | UMTS HSPA             | 2100 МГц        | 7,2 Мбит/c            | 2,0 Мбит/c            | 01.11.2008                      | 28 % территории Молдовы                                             |
| Orange   | UMTS HSPA             | 2100 МГц        | 14,4 Мбит/c           | 5,76 Мбит/c           | 02.09.2009                      | 30 населённых пунктов страны                                        |
| Orange   | UMTS HSPA             | 2100 МГц        | 21,1 Мбит/c           | 5,76 Мбит/c           | 21.12.2009                      | 70 % населения                                                      |
| Orange   | UMTS HSPA             | 2100 МГц        | 42 Мбит/c             | 5,76 Мбит/c           | 27.05.2011                      | в большинстве населенных пунктов с покрытием Интернет 3G+ от Orange |

#### Четвёртое поколение
17 июня 2011 года между компаниями СЗАО "Интерднестрком" и Alcatel-Lucent Украина был подписан контракт о строительстве в Приднестровье мобильной сотовой сети 4-го поколения на базе технологии LTE. 4G в Приднестровье!
29 декабря 2011 года в компании «Интерднестрком», в рамках проекта по строительству беспроводной сети четвертого поколения, был выполнен первый тестовый звонок с использованием технологии LTE в диапазоне 800 МГц. В результате последующих тестовых звонков была получена скорость передачи данных свыше 40 Мбит/с LTE в Тирасполе!
20 апреля 2012 года СЗАО «Интерднестрком» и компания Alcatel-Lucent на презентации объявили о запуске в коммерческую эксплуатацию первой сети LTE в Восточной Европе, развёрнутой в диапазоне 800 МГц Запуск 4G, а 21 апреля 2012 года был подключен первый абонент новой LTE-сети Первый абонент 4G!
С 15 мая 2012 года для клиентов компании «Интерднестрком» запущена "демонстрационная точка" в Центре обслуживания ключевых Клиентов в Тирасполе Тест-драйв LTE
Фактические скорости DL/UL составляют до 54,5 / 12,74 Мбит/с Сравнительная таблица скоростей мобильного Интернета (операторы IDC и Orange)
27 июня 2012 года НАРЭКИТ Молдова публикует проект Постановления Административного совета об установлении количества лицензий на использование радио каналов/частот в полосах 2500-2690 МГц и 3600-3800 МГц. Проектом предусматривается выдача НАРЭКИТ трех лицензий на использование радио каналов/частот в полосе 2500-2690 МГц, поддиапазоны частот: 2500-2520/2620-2640 МГц; 2520-2540/2640-2660 МГц и 2540-2560/2660-2680 МГц широтой 40 МГц (в режиме FDD - frequency division duplex, 2x20 МГц) и одной лицензии на использование радио каналов/частот в полосе 3600-3800 МГц, поддиапазоны частот: 3750-3800 МГц широтой 50 МГц (в режиме TDD - time division duplex).

Поставщики мобильных электронных коммуникаций СП „Orange Moldova” АО и СП „Moldcell” АО предоставляют услуги широкополосного радиодоступа посредством сетей мобильных электронных коммуникаций 4G поколения (LTE) в полосах частот 791-821/832-862 МГц, 1710-1785/1805-1880 МГц и 2500-2690 МГц, а АО „Moldtelecom” – в диапазоне 1710-1785/1805-1880 МГц.
| Оператор | Стандарт и технология | Диапазон частот   | Максимальная скорость | Максимальная скорость | Дата запуска услуг (дд.мм.гггг) | Территория покрытия                                                                                         |  |
| Оператор | Стандарт и технология | Диапазон частот   | (down)                | (up)                  | Дата запуска услуг (дд.мм.гггг) | Территория покрытия                                                                                         |  |
| -------- | --------------------- | ----------------- | --------------------- | --------------------- | ------------------------------- | --- |  |
| IDC      | LTE 4G cat.3          | 800 МГц (band 20) | 55                    | 12.5                  | 20.04.2012                      | около 50 % территории Приднестровья                                                                         |  |
| IDC      | LTE 4G cat.4          | 800 МГц (band 20) | 150                   | 50                    | 05.04.2017                      | около 50 % территории Приднестровья                                                                         |  |
| Moldcell | LTE 4G cat.3          | 2600 МГц (band 7) | 150                   | 50                    | 9.11.2012                       | 14% населения Молдовы (к началу 2014 года)                                                                  |  |
| Moldcell | LTE 4G cat.5          | 2600 МГц (band 7) | 375                   | 150                   | 17.07.2017                      | |  |
| Orange   | LTE 4G cat.3          | 2600 МГц (band 7) | 100                   | 50                    | 9.11.2012                       | |  |
| Orange   | LTE 4G cat.4          | 2600 МГц (band 7) | 300                   | 50                    | 28.02.2014                      | 28% населения Молдовы (к началу 2014 года)                                                                  |  |
| Unité    | LTE 4G+               | 1800 МГц (band 3) | 175                   |                       | 22.10.2015                      | Кишинев, Бельцы, Единцы, Кагул, Хынчешты, Комрат, Яловены, Резина, Сороки, Унгены, Вулканешты и Чадыр-Лунга |  |

### Wi-Fi
Услуги беспроводного доступа в Молдове посредством технологии Wi-Fi предоставляются:
1) Бесплатный Orange Wi-Fi 
2) Moldcell Wi-Fi 
3) Starnet Wi-Fi 
4) Компаниями ITNS. NET SRL под коммерческой маркой Liberty Wi-Fi.

## Наиболее распространённые провайдеры
| Провайдер                      | ADSL | Cable | FTTB | Wi-Fi | Mobile | Максимальная скорость    | Максимальная скорость |
| Провайдер                      | ADSL | Cable | FTTB | Wi-Fi | Mobile | Закачки (англ. download) | Отдачи (англ. upload) |
| ------------------------------ | ---- | ----- | ---- | ----- | ------ | ------------------------ | --------------------- |
| Moldtelecom (без Unité)        | +    | +     | +    | +     | +      | 2,1 Гбит/c               | 2,1 Гбит/c            |
| StarNet                        | +*   | +     | +    | +     | —      | 1000 Мбит/c              | 1000 Мбит/с           |
| Arax                           | +*   | —     | +    | —     | —      | 100 Мбит/c               | 100 Мбит/c            |
| Orange (4G / LTE)              | —    | +     | +    | +     | +      | 10 Гбит/c                | 10 Гбит/с             |
| SunCommunications (EuroDOCSIS) | —    | +     | +    | —     | —      | 300 Мбит/c               | 100 Мбит/c            |
| Unite (4G/ LTE)                | —    | —     | —    | —     | +      | < 175 Мбит/c             | < 50 Мбит/с           |
| Интерднестрком                 | +    | —     | +    | +     | +      | 100 Мбит/c               | 100 Мбит/с            |
| Moldcell (4G / LTE)            | +    | —     | +    | +     | +      | 600 Мбит/c               | 600 Мбит/c            |
| * — Предоставлялись ранее      |      |       |      |       |        |                          |                       |

## Статистика

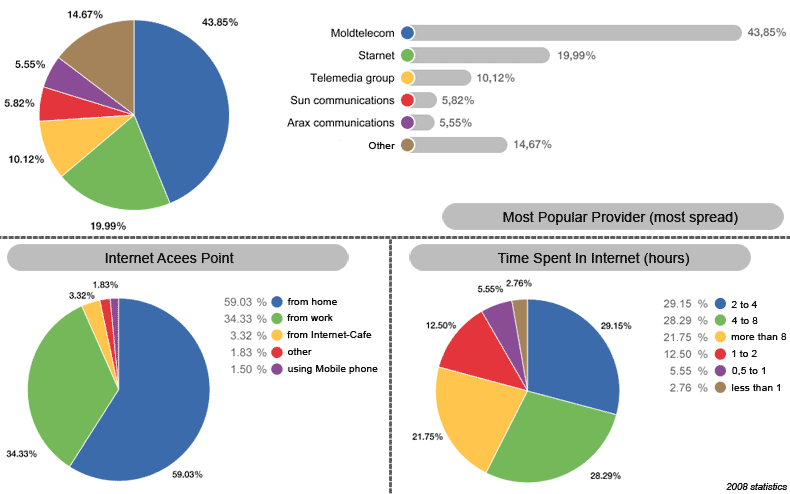
Общие Статистические Диаграммы (2008)

Согласно статистическим данным, в Молдове на конец 2009 года было примерно 1,295,000 пользователей услуги Интернет. Общее проникновение Интернета в стране составляет 29,9 %. По данным НАРЭКИТ, на третий квартал (Q3) 2010 г. в Молдове (без учёта Приднестровья) было зарегистрировано 244 тыс. пользователей Широкополосного Интернета и 105,9 тысяч пользователей мобильного Интернета. На долю АО «Молдтелеком» приходится 58,9 % этого рынка, компании «StarNet» — 18,4 %, «Orange Moldova» — 3,9 %, остальных операторов — 18,7 %. По данным компании Интерднестрком, к осени 2009 года в Приднестровье зарегистрировано 35 тыс. абонентов Интернет. По данным внутренней статистики на март 2004 года в Кишинёве работало около 183 Интернет-кафе, однако в последующие года их число резко сократилось, поскольку цены на компьютеры и Интернет значительно снизились. На 2010 год суммарная пропускная способность внешних каналов StarNet’a — 60 Гбит/с, Moldtelecom’a составляет 40 Гбит/с, Интерднестрком’а — 30 Гбит/с, Orange — ~12 Гбит/с, DanisNet — 3 Гбит/с, Приднестровских Мониторига+Специалиста+Скайнета порядка 0,4 Гбит/с (около тысячи абонентов сети Интернет), Линксервиса порядка 1 Гбит/с (больше 2 тысяч абонентов сети Интернет).
В 2007 году в Молдове было зарегистрировано 28 интернет-провайдеров, в 2017 году - 80 действующих поставщиков услуг широкополосного фиксированного Интернет доступа .
Таблица внизу показывает количество пользователей Интернета в стране, начиная с 2000 года, и заканчивая настоящим временем. Статистические данные предоставлены ITU и НАРЭКИТ.
| Год  | Количество пользователей | Количество Broadband пользователей | Население  | Проникновение   | Данные от:    |
| ---- | ------------------------ | ---------------------------------- | ---------- | --------------- | ------------- |
| 2000 | ~52,000                  | нет данных                         | ~3,644,070 | 1.4 %           | ITU           |
| 2004 | ~406,000                 | ~2,400                             | ~3,607,435 | 11.2 %          | ITU           |
| 2005 | ~550,000                 | ~10,400                            | ~3,600,436 | 15.2 %          | ITU           |
| 2006 | ~727,000                 | ~21,800                            | ~3,589,936 | 20.2 %          | ITU           |
| 2007 | ~750,000                 | ~47,200                            | ~3,581,110 | 20.9 %          | ITU           |
| 2008 | ~850,000                 | ~115,200                           | ~3,572,703 | 23.39 % / 3,40% | ITU           |
| 2009 | ~1,295,000               | ~186,700                           | ~3,567,512 | 27,5% % / 5,23% | ITU / ANRCETI |
| 2010 | нет данных               | ~269,100                           | ~3,563,695 | 32,3% / 7,55%   | ITU / ANRCETI |
| 2011 | нет данных               | ~355,100                           | ~3,560,400 | 38,00% / 9,97%  | ANRCETI       |
| 2012 | нет данных               | ~417,200                           | ~3,559,500 | 43,37% / 11,72% | ANRCETI       |
| 2014 | нет данных               | ~509,200                           | ~3,557,634 | 14,3%           | ANRCETI       |
| 2015 | нет данных               | ~534,400                           | ~3,555,159 | 15%             | ANRCETI       |
| 2016 | нет данных               | ~542,200                           | ~3,553,056 | 15,3%           | ANRCETI       |
| 2017 | нет данных               | ~569,100                           | ~3,550,852 | 16%             | ANRCETI       |

```
* Без численности населения районов левобережья Днестра и мун. Бендер. (без учёта населения Приднестровья)

** Проникновение указано для индивидуальных пользователей по данным ITU и на 100 тыс. жителей по данным НАРЭКИТ
```

В Молдове в первой половине 2018 года количество пользователей:
- широкополосного мобильного Интернета - около 2 млн. 584,8 тыс.
- мобильного Интернета через выделенный доступ - 318,3 тыс.
- на основе технологии 4G (через смартфон и выделенный доступ) - 796,3 тыс.
- уровень проникновения широкополосного мобильного Интернет доступа на 100 жителей республики - 72,8%.
В Приднестровье: Число абонентов сетей передачи данных, подключенных к глобальной сети Интернет на 01.01.2020 г - 134,874 тыс. (из них 132,052 тыс. - физические лица) .
По услуге «Интернет по оптике» компании Интеднестрком на сентябрь 2018 года количество абонентов превысило 52 тысячи человек.
Активными пользователями мобильного Интернета 3G/4G в 2017 году можно считать около 130 тысяч Приднестровцев.
Структура рынка в зависимости от технологии:
| Год     | xDSL   | Кабель ТВ | FTTB/LAN | Беспроводной |
| ------- | ------ | --------- | -------- | ------------ |
| 2007 Q4 | 77,7 % | 10,4 %    | 11,4 %   | 0,6 %        |
| 2008 Q4 | 78,2 % | 6,2 %     | 15,5 %   | 0,1 %        |
| 2009 Q4 | 72,4 % | 4,4 %     | 22,8 %   | 0,4 %        |
| 2010 Q4 | 62,4 % | 2,8 %     | 34,2 %   | 0,6 %        |
| 2011 Q4 | 55,4 % | 4,6 %     | 39,7 %   | 0,3 %        |
| 2012 Q4 | 48,7 % | 5,6 %     | 46,2 %   | 0,6 %        |
| 2017 Q2 | 35,2%  | 7,1%      | 57,3%    | 0,4%         |

* Существующие статистические данные могут измениться при появлении новых данных !
Число абонентов по провайдерам и технологиям доступа:
| Провайдер          | Всего абонентов | FTTx    | xDSL    | DOCSIS | Прочие |
| ------------------ | --------------- | ------- | ------- | ------ | ------ |
| Arax-Impex         | 17 314          | 16 849  | 72      |        | 393    |
| Metical            | 6 084           | 6 884   |         |        |        |
| Moldtelecom        | 393 457         | 221 919 | 171 538 |        |        |
| Orange Moldova     | 33 331          | 4 981   | 1       | 28 184 | 165    |
| Starnet Solutii    | 142 369         | 142 368 | 1       |        |        |
| Sun Communications | 16 766          | 18      | 1       | 16 747 |        |
| Прочие             | 33 279          | 28 481  | 87      | 3 469  | 684    |

* за I полугодие 2019 года, без учёта территории и населения Приднестровья.
** Metical предоставляет услуги в г.Оргеев и Оргеевском р-не; Arax-Impex в Кишинёве; Sun Communications в Кишинёве, Бельцах и Кагуле; Orange в Кишинёве, Бельцах, Кахуле и Яловенах; Starnet Solutii - в райцентрах по Молдове, Moldtelecom - по всей Молдове (и в городской, и в сельской местности).
Самые популярные ресурсы:

По данным информационной компании Alexa Internet наиболее популярными сайтами в Молдове в январе 2014 года были:
1. youtube.com
2. google.md
3. google.com
4. odnoklassniki.ru
5. facebook.com
6. mail.ru
7. neobux.com
8. vk.com
9. yandex.ru
10. 999.md

## Домены
- Com.md — в этом поддомене регистрируются коммерческие агенты (компании) из Республики Молдова.
- Srl.md — в этом поддомене регистрируются юридические лица из Республики Молдова, имеющие статус ООО.
- Sa.md — в этом поддмене регистрируются юридические лица из Республики Молдова, имеющие статус акционерного общества (АО).
- Net.md — в этом поддомене регистрируются юридические лица из Республики Молдова, которые предоставляют Интернет-услуги (провайдеры) на территории Республики Молдова, являющиеся собственниками узлов компьютерных сетей.
- Org.md — в этом поддомене регистрируются организации, не включённые в вышеуказанные домены, такими могут быть благотворительные организации, коммерческие общества, неправительственные организации, политические группы, учебные советы, профессиональные учреждения из Республики Молдова.
- Acad.md — в этом поддомене регистрируются научные учреждения и учебные заведения из Республики Молдова, а именно: университеты, колледжи, школы, учебно-воспитательные организации и консорциумы. Академические и учебные заведения, финансируемые из государственного бюджета, регистрируются бесплатно, остальные — по утверждённым тарифам.

## Скандалы
В конце марта 2004 года в Молдове были отключены практически все пользователи провайдера Megadat.Com International, который на тот момент был крупнейшим в республике. В результате отключения, доступа в Интернет лишились свыше 10 тысяч абонентов, 300 корпоративных клиентов (в том числе компании, посольства и банки) и 60 Интернет-кафе. Отключение было вызвано затянувшимся конфликтом между компанией Megadat.Com и руководством телекоммуникационной отрасли в лице НАРЭИ, Министерства транспорта и связи и компании Moldtelecom. Формальным поводом стало несвоевременное извещение оператором об изменении юридического адреса компании. Решение было раскритиковано посольствами ряда стран, представительствами Совета Европы, Международного валютного фонда, и миссией Всемирного банка в Молдове: по их мнению, заявления о нарушениях процедур регистрации не объясняли решение о приостановке работы компании Megadat.Com. Из-за сложившейся ситуации, президент компании Эдуард Мушук пригрозил подать на Молдову в Европейский суд по правам человека. Проверить доступность сайта в Молдове можно на специальных сервисах.